# ビブリス (小惑星)
ビブリス (199 Byblis) は、小惑星帯に位置する、比較的大きな小惑星の一つ。

## 歴史
1879年7月9日にアメリカ合衆国の天文学者、クリスチャン・H・F・ピーターズによりニューヨーク州クリントンで発見され、ギリシア神話に登場する実の兄カウノスに恋したビュブリス（ラテン語読みはビブリス）にちなんで命名された。